# SEWACO-bedrijf
Het SEWACO-bedrijf bestond van 1996 tot 2002 als een van de onderhoudsbedrijven van de Nederlandse Koninklijke Marine. Het bedrijf richtte zich op de instandhouding van het materieel van met name de Marine, maar werkte ook voor andere krijgsmachtdelen.

## Geschiedenis
Het bedrijf is ontstaan door samenvoeging van de Bewapeningswerkplaatsen (BW) en het Helderse deel van het Marine Elektronisch & Optisch Bedrijf (MEOB). Hiermee werd de uitvoering van werkzaamheden aan marineschepen van alle SEWACO installaties in één bedrijf ondergebracht. De SEWACO installaties zijn die installaties die specifiek voor militaire inzet aan boord staan, zoals militaire radar, communicatie, geavanceerde sonar en commandosystemen. 
In 2002 is het SEWACO-bedrijf gefuseerd met het andere marine-onderhoudsbedrijf Rijkswerf tot het Marinebedrijf, waarbij alle onderhoud en intandhouding van een marineschip bij één bedrijf kwam te liggen.

## Personeel
Het SEWACO-bedrijf had circa 1000 personeelsleden, waarvan circa 40 militairen en 960 burger ambtenaren (defensieambtenaren).

## Organieke plaats
Het SEWACO-bedrijf viel onder de Directie Materieel Koninklijke Marine (DMKM)